# Mistrovství Československa v cyklokrosu 1971
Mistrovství Československa v cyklokrosu 1971 se konalo v neděli 7. února  1971 v Praze v Riegrových sadech.
Jeden závodní okruh měřil 2040 m a závodníci ho absolhovali celkem dvanáctkrát. Startovalo 41 závodníků. Na stejné trati se o rok později jelo mistrovství světa amatérů i profesionálů.

## Přehled
| Poř.             | Jméno            | Čas        |
| Zlatá medaile    | Vojtěch Červínek | 1:15:55 h  |
| Stříbrná medaile | Pavel Krejčí     | + 0:13 min |
| Bronzová medaile | Jiří Murdych     | + 1:19 min |
| 4                | Jan Havelka      | + 2:19 min |
| 5                | Hynek Kubíček    | + 2:49 min |
| 6                | Jan Hanzl        | + 3:01 min |